# فوتبال ارمنستان در ۱۹–۲۰۱۸
مقاله زیر خلاصه‌ای از فصل فوتبال ۲۰۱۸-۲۰۱۹ در ارمنستان است که بیست و هفتمین فصل فوتبال رقابتی در این کشور است و از اوت ۲۰۱۸ تا مه ۲۰۱۹ ادامه دارد.

## جدول‌های لیگ

### لیگ برتر فوتبال ارمنستان
| رتبه | تیم               | بازی | برد | مساوی | باخت | گل زده | گل خورده | گل تفاضل | امتیاز | صعود یا سقوط                                      |
| ---- | ----------------- | ---- | --- | ----- | ---- | ------ | -------- | -------- | ------ | ------------------------------------------------- |
| ۱    | آرارات-آرمنیا (C) | ۳۲   | ۱۸  | ۷     | ۷    | ۵۳     | ۲۸       | ۲۵+      | ۶۱     | راهیابی به مرحله نهایی لیگ قهرمانان اروپا ۲۰–۲۰۱۹ |
| ۲    | پیونیک            | ۳۲   | ۱۸  | ۶     | ۸    | ۴۶     | ۳۲       | ۱۴+      | ۶۰     | راهیابی به مرحله نهایی لیگ اروپا ۲۰–۲۰۱۹          |
| ۳    | اورارتو           | ۳۲   | ۱۴  | ۱۰    | ۸    | ۴۳     | ۳۵       | ۸+       | ۵۲     | راهیابی به مرحله نهایی لیگ اروپا ۲۰–۲۰۱۹          |
| ۴    | آلاشکرت           | ۳۲   | ۱۵  | ۶     | ۱۱   | ۳۷     | ۲۷       | ۱۰+      | ۵۱     | راهیابی به مرحله نهایی لیگ اروپا ۲۰–۲۰۱۹          |
| ۵    | لوری              | ۳۲   | ۱۱  | ۱۱    | ۱۰   | ۴۲     | ۴۰       | ۲+       | ۴۴     |                                                   |
| ۶    | گاندزاسار کاپان   | ۳۲   | ۱۰  | ۸     | ۱۴   | ۳۸     | ۳۳       | ۵+       | ۳۸     |                                                   |
| ۷    | شیراک             | ۳۲   | ۷   | ۱۵    | ۱۰   | ۲۶     | ۳۰       | ۴−       | ۳۶     |                                                   |
| ۸    | نوآ               | ۳۲   | ۶   | ۱۰    | ۱۶   | ۲۵     | ۴۹       | ۲۴−      | ۲۸     |                                                   |
| ۹    | آرارات ایروان     | ۳۲   | ۵   | ۷     | ۲۰   | ۲۴     | ۶۰       | ۳۶−      | ۲۲     |                                                   |

1. ↑  آلاشکرت واجد شرایط برای لیگ اروپا ۲۰–۲۰۱۹ با برنده شدن 2018–19 Armenian Cup.

### لیگ دسته اول فوتبال ارمنستان
| رتبه | تیم               | بازی | برد | مساوی | باخت | گل زده | گل خورده | گل تفاضل | امتیاز | صعود یا سقوط                                      |
| ---- | ----------------- | ---- | --- | ----- | ---- | ------ | -------- | -------- | ------ | ------------------------------------------------- |
| ۱    | آرارات-آرمنیا (C) | ۳۲   | ۱۸  | ۷     | ۷    | ۵۳     | ۲۸       | ۲۵+      | ۶۱     | راهیابی به مرحله نهایی لیگ قهرمانان اروپا ۲۰–۲۰۱۹ |
| ۲    | پیونیک            | ۳۲   | ۱۸  | ۶     | ۸    | ۴۶     | ۳۲       | ۱۴+      | ۶۰     | راهیابی به مرحله نهایی لیگ اروپا ۲۰–۲۰۱۹          |
| ۳    | اورارتو           | ۳۲   | ۱۴  | ۱۰    | ۸    | ۴۳     | ۳۵       | ۸+       | ۵۲     | راهیابی به مرحله نهایی لیگ اروپا ۲۰–۲۰۱۹          |
| ۴    | آلاشکرت           | ۳۲   | ۱۵  | ۶     | ۱۱   | ۳۷     | ۲۷       | ۱۰+      | ۵۱     | راهیابی به مرحله نهایی لیگ اروپا ۲۰–۲۰۱۹          |
| ۵    | لوری              | ۳۲   | ۱۱  | ۱۱    | ۱۰   | ۴۲     | ۴۰       | ۲+       | ۴۴     |                                                   |
| ۶    | گاندزاسار کاپان   | ۳۲   | ۱۰  | ۸     | ۱۴   | ۳۸     | ۳۳       | ۵+       | ۳۸     |                                                   |
| ۷    | شیراک             | ۳۲   | ۷   | ۱۵    | ۱۰   | ۲۶     | ۳۰       | ۴−       | ۳۶     |                                                   |
| ۸    | نوآ               | ۳۲   | ۶   | ۱۰    | ۱۶   | ۲۵     | ۴۹       | ۲۴−      | ۲۸     |                                                   |
| ۹    | آرارات ایروان     | ۳۲   | ۵   | ۷     | ۲۰   | ۲۴     | ۶۰       | ۳۶−      | ۲۲     |                                                   |

1. ↑  آلاشکرت واجد شرایط برای لیگ اروپا ۲۰–۲۰۱۹ با برنده شدن 2018–19 Armenian Cup.

## جام حذفی فوتبال ارمنستان

### نهایی
| آلاشکرت               | ۱–۰   | لوری |
| --------------------- | ----- | ---- |
| Friday ۶۵' (گل‌به‌خودی) | گزارش |      |

## تیم ملی

### لیگ ملت‌های اروپا ۱۹–۲۰۱۸
الگو:جدول‌های گروه D لیگ ملت‌های اروپا ۱۹–۲۰۱۸
| ۶ سپتامبر ۲۰۱۸ 2018–19 UEFA Nations League | ارمنستان                               | ۲ – ۱ | لیختن‌اشتاین      | ایروان، ارمنستان                                                                                   |
| ۲۰:۰۰ یوتی‌سی ۴:۰۰+                         | مارکوس پیزلی ۳۰' · تیگران بارسقیان ۷۶' | گزارش | S. Wolfinger ۳۳' | ورزشگاه: ورزشگاه جمهوریت وازگن سارگسیان تماشاگران: ۵٬۱۳۲ داور: Enea Jorgji (اتحادیه فوتبال آلبانی) |

| ۹ سپتامبر ۲۰۱۸ 2018–19 UEFA Nations League | Macedonia                                     | ۲ – ۰ | ارمنستان | اسکوپیه، مقدونیه شمالی                                                                         |
| ۱۸:۰۰ یوتی‌سی ۲:۰۰+                         | ازگیان الیوسکی ۱۴' (پنالتی) · گوران پاندف ۵۹' | گزارش |          | ورزشگاه: ورزشگاه فیلیپ دوم تماشاگران: ۴٬۷۳۰ داور: Manuel Schüttengruber (اتحادیه فوتبال اتریش) |

| ۱۳ اکتبر ۲۰۱۸ 2018–19 UEFA Nations League | ارمنستان | ۰ – ۱ | جبل طارق                  | ایروان، ارمنستان                                                                                  |
| ۲۰:۰۰ یوتی‌سی ۴:۰۰+                        |          | گزارش | J. Chipolina ۵۰' (پنالتی) | ورزشگاه: ورزشگاه جمهوریت وازگن سارگسیان تماشاگران: ۱۱٬۰۰۰ داور: Fedayi San (اتحادیه فوتبال سوئیس) |

| ۱۶ اکتبر ۲۰۱۸ 2018–19 UEFA Nations League | ارمنستان                                                                          | ۴ – ۰ | مقدونیه شمالی | ایروان، ارمنستان                                                                                          |
| ۲۰:۰۰ یوتی‌سی ۴:۰۰+                        | مارکوس پیزلی ۱۲' · یورا موسیسیان ۶۷' · گئورگ قازاریان ۸۱' · هنریخ مخیتاریان ۹۰+۴' | گزارش |               | ورزشگاه: ورزشگاه جمهوریت وازگن سارگسیان تماشاگران: ۸٬۳۰۰ داور: Martin Strömbergsson (اتحادیه فوتبال سوئد) |

| ۱۶ نوامبر ۲۰۱۸ 2018–19 UEFA Nations League | جبل طارق                    | ۲ – ۶ | ارمنستان                                                                          | جبل‌الطارق                                                                              |
| ۲۰:۴۵ یوتی‌سی ۱:۰۰+                         | De Barr ۱۰' · Priestley ۷۸' | گزارش | یورا موسیسیان ۲۷'، ۴۸'، ۵۲'، ۵۴' · آرتور کارتاشیان ۶۶' · آلکساندر کاراپتیان ۹۰+۴' | ورزشگاه: ورزشگاه ویکتوریا تماشاگران: ۱٬۹۵۵ داور: Kai Erik Steen (فدراسیون فوتبال نروژ) |

| ۱۹ نوامبر ۲۰۱۸ 2018–19 UEFA Nations League | لیختن‌اشتاین             | ۲ – ۲ | ارمنستان                                   | فادوتس، لیختن‌اشتاین                                                                          |
| ۲۰:۴۵ یوتی‌سی ۲:۰۰+                         | Büchel ۴۴' · Hasler ۴۷' | گزارش | سارگیس آدامیان ۹' · آلکساندر کاراپتیان ۸۵' | ورزشگاه: ورزشگاه راین پارک تماشاگران: ۱٬۱۶۶ داور: Alain Durieux (فدراسیون فوتبال لوکزامبورگ) |

### مقدماتی جام ملت‌های اروپا ۲۰۲۰
الگو:جدول‌های گروهی مقدماتی جام ملت‌های اروپا ۲۰۲۰
| ۲۳ مارس ۲۰۱۹ UEFA Euro 2020 qualifying | بوسنی و هرزگوین                    | ۲ – ۱ | ارمنستان                       | سارایوو، بوسنی و هرزگوین                                                                |
| ۲۰:۴۵ یوتی‌سی ۱:۰۰+                     | راده کرونیچ ۳۳' · دنی میلوشویچ ۸۰' | گزارش | هنریخ مخیتاریان ۹۰+۳' (پنالتی) | ورزشگاه: Stadion Grbavica تماشاگران: ۱۰٬۰۰۰ داور: Jakob Kehlet (اتحادیه فوتبال دانمارک) |

| ۲۶ مارس ۲۰۱۹ UEFA Euro 2020 qualifying | ارمنستان | ۰ – ۲ | فنلاند                           | ایروان، ارمنستان                                                                                            |
| ۲۱:۰۰ یوتی‌سی ۴:۰۰+                     |          | گزارش | فردریک ینسن ۱۴' · پیری سویری ۷۸' | ورزشگاه: ورزشگاه جمهوریت وازگن سارگسیان تماشاگران: ۱۲٬۹۰۰ داور: Nikola Dabanović (اتحادیه فوتبال مونته‌نگرو) |

| ۸ ژوئن ۲۰۱۹ UEFA Euro 2020 qualifying | ارمنستان                                                           | ۳ – ۰ | لیختن‌اشتاین | ایروان، ارمنستان                                                                                       |
| ۲۰:۰۰ یوتی‌سی ۴:۰۰+                    | گئورگ قازاریان ۲' · آلکساندر کاراپتیان ۱۸' · تیگران بارسقیان ۹۰+۱' | گزارش |             | ورزشگاه: ورزشگاه جمهوریت وازگن سارگسیان تماشاگران: ۹٬۲۰۰ داور: Nikola Popov (اتحادیه فوتبال بلغارستان) |

| ۱۱ ژوئن ۲۰۱۹ UEFA Euro 2020 qualifying | یونان                          | ۲ – ۳ | ارمنستان                                                         | آتن، یونان                                                                               |
| ۲۱:۴۵ یوتی‌سی ۳:۰۰+                     | Zeca ۵۴' · کوستاس فورتونیس ۸۷' | گزارش | آلکساندر کاراپتیان ۸' · گئورگ قازاریان ۳۳' · تیگران بارسقیان ۷۴' | ورزشگاه: ورزشگاه المپیک آتن تماشاگران: ۷٬۰۱۱ داور: Kristo Tohver (اتحادیه فوتبال استونی) |